# Julio Lois
Julio Lois Fernández (Pontevedra, 1935 - La Coruña, 22 de agosto de 2011) fue un sacerdote católico, profesor universitario y teólogo español, uno de los más destacados defensores de la teología de la liberación en España.

## Biografía
Licenciado en Derecho por la Universidad de Santiago de Compostela, diplomado en Sociología Pastoral en Roma y doctorado en Teología por la Universidad Pontificia de Salamanca, coincidió su formación religiosa con el proceso conciliar del Vaticano II. Así pudo conocer las obras de los teólogos europeos y los nuevos retos marcados por la iglesia sobre su reforma, el diálogo con otras confesiones religiosas, la libertad religiosa y, en general, los cambios a que dieron lugar los debates del Concilio. Fue profesor entre 1966 y 1970 en el seminario de Cochabamba (Bolivia), además de trabajar como sacerdote en una parroquia de los suburbios, lo que marcó su vocación teológica que ya no abandonó. De regreso a España se estableció en el madrileño barrio de Vallecas, donde desarrolló una intensa labor como sacerdote e impulso los movimientos católicos de base como la Juventud Obrera Cristiana (JOC) y la Hermandad Obrera de Acción Católica (HOAC), vinculándose al movimiento vecinal. Como docente fue profesor encargado de teología en el Instituto Superior de Pastoral de la Universidad Pontificia salmantina. Miembro activo de la Asociación de Teólogos Juan XIII, presidió la misma entre 2005 y 2009.
Fue autor de Fe y política (1977); su tesis doctoral, Teología de la liberación. Opción por los pobres (1986); Los movimientos cristianos de base en España (1991); Jesús de Nazaret, el Cristo liberador (1996); La experiencia del Resucitado en los primeros testigos y en nosotros hoy (2003) y El Dios de los pobres (2005)